# مايك ليندل
مايكل جيمس ليندل (من مواليد 28 يونيو 1961)، مخترع، رجل ورائد أعمال أمريكي. وهو المؤسس والرئيس التنفيذي لشركة ماي بيلوو (بالإنجليزية: My pillow)‏، ويشار إليه أحيانًا باسم «رجل ماي بيلوو».

## روابط خارجية
- مايك ليندل على موقع IMDb (الإنجليزية)
- مايك ليندل على موقع قاعدة بيانات الفيلم (الإنجليزية)